# Didymostigma
Didymostigma es un género con tres especies de plantas  perteneciente a la familia Gesneriaceae.  Es originario de China.

## Descripción
Son plantas anuales  caulescentes herbáceas con tallos tetrangulares. Hojas opuestas, pecioladas, lámina ovada, pubescente en ambas superficies, serruladas. Las inflorescencias en cimas axilares; pedunculadas; bracteolas similares a las hojas. Sépalos libres, linear-lanceolados. Corola de color púrpura pálido, tubular-infundibuliforme, limbo bilabiado. El fruto es una cápsula cilíndrica,  dehiscente.

## Taxonomía
El género fue descrito por Wen Tsai Wang y publicado en Acta Phytotaxonomica Sinica 22(3): 188–189. 1984.
Etimología
Didymostigma: nombre genérico que deriva de las palabras griegas διδυμος, didymos = "doble, dos veces", y στιγμα, stigma = "stigma", refiriéndose al  distintivo estigma bilobulado. 

## Especies
- Didymostigma leiophyllum D.Fang & Xiao H.Lu
- Didymostigma obtusum (Clarke) W.T.Wang
- Didymostigma trichanthera C.X.Ye & X.G.Shi